# متیو برتون (بازیکن فوتبال انگلیسی)
متیو برتون (انگلیسی: Matthew Burton؛ ۸ فوریه ۱۸۹۷ – 1940 (aged 43)) بازیکن فوتبال اهل بریتانیا بود.
از باشگاه‌هایی که در آن بازی کرده‌است می‌توان به باشگاه فوتبال استوک سیتی، باشگاه فوتبال اورتون، و باشگاه فوتبال ورکسام اشاره کرد.